# Groß Borstel 25
Groß Borstel 25 ist ein Stadtentwicklungsprojekt auf dem Areal des 1985 stillgelegten, ehemaligen Güterbahnhofs Lokstedt im Stadtteil Hamburg-Groß Borstel. Das Projektgebiet wird begrenzt von der Straße Kellerbleek, dem Fluss Tarpenbek, der östlichen Grenze des Kleingartenvereins „Bahn-Landwirtschaft“ sowie der Güterumgehungsbahn.

## Projektplan
Laut Entwurf sollen dort mindestens 750 Wohnungen, und eine 10.000 m² große Parkanlage entstehen, weiterhin ist vorgesehen, eine Fußgängerbrücke über die Tarpenbek nach Groß Borstel zu errichten.
Geplant ist eine Bebauung mit 4- bis 5-geschossigen Gebäuden, wobei die höchsten davon im Süden entstehen sollen. Innerhalb des Wohngebiets soll, direkt an der Güterumgehungsbahn, eine Kindertagesstätte entstehen. Der Lärm durch den Bahnverkehr soll durch eine 2,5 m hohe Lärmschutzwand abgemildert werden. Das Gebäude des orientalischen Möbelhauses und Restaurants „Le Marrakech“ wird von der Erschließung nicht beeinflusst werden. Parallel zum Bebauungsplanverfahren muss sowohl der Flächennutzungsplan als auch das Landschaftsprogramm entsprechend den Planungszielen geändert werden.
Der gesamte Verkehr von ca. 2000 bis 3000 neuen Einwohnern soll über den westlich gelegenen einzigen Zuweg, die Straße Kellerbleek, abgewickelt werden.
Dazu gibt es drei widersprüchliche Verkehrsgutachten von der Fa. Schmeck vom April 2010, vom März 2012 von der Fa. Argus und vom August 2012 von Claussen-Seggelke, die im Auftrag der Investoren sowie der Stadt Hamburg beauftragt wurden. Bis auf das Gutachten von Claussen-Seggelke wurde die genannten Gutachten alle im August 2012 für das Gutachten Strassenbrückenanbindnung des Wohngebiets Tarpenbek Greens Groß Borstel verwendet, welches gemeinsam von der Verkehrsplanung ARGUS, den Architekten Kunst + Herbert sowie von Seebauer, Wefers und Partner (Landschaftsplanung, Stadtplanung, Mediation) aus Berlin verfasst wurde. In dessen Impressum auf S. 2 werden zwei weitere verwendete Gutachten genannt: ein Umweltbericht zum Bebauungsplan-Entwurf von Seebauer, Wefers und Partner in Berlin vom 14. März 2012 sowie eine Biologische Bestandsaufnahme und Bewertung von Brandt & Haack aus Hamburg vom 28. November 2011.

## Geschichte
Im Jahr 1922 wurde der Güterbahnhof Lokstedt eröffnet. Die Planungen zu dieser Zeit sahen einen großen Güterbahnhof mit drei Stellwerken, acht Ladestraßen und einen großen Güterschuppen vor, der aber dann nur in reduzierter Form gebaut wurde. Am 1. Juli 1941 wurde die Verbindung zwischen dem Güterbahnhof Lokstedt und dem nördlichen Ende des Güterbahnhofs Barmbek bei der Haltestelle Rübenkamp hergestellt. 1975 wurde ein Teil des Güterbahnhofs mit Oberleitungen überspannt, die 2005 durch die Deutsche Bahn komplett erneuert wurden. Aus der Brückenmeisterei wurde das heute dort ansässige Le Marrakech.

## Kritik
Gegen diese Bebauung gibt es innerhalb des Stadtteils in Groß Borstel massiven Widerstand, zum einen gegen den starken, zusätzlich entstehenden Verkehr der neuen Anwohner, zum anderen gegen den zu befürchtenden Gesichtsverlust des Stadtteils, dessen Anwohnerzahl um 25 Prozent steigt. Auch wird eine zweite Verkehrsanbindung gefordert, damit der Verkehr sich besser verteilen und schneller abfließen kann. Weiterhin wird die Qualität der Bebauung in Frage gestellt. Es wird befürchtet, dass die Bebauung denselben Effekt erzielt wie die Bausünden aus den siebziger Jahren.